# Giancarlo Ghirardi
Gian Carlo Ghirardi (Milano, 28 ottobre 1935 – Grado, 1º giugno 2018) è stato un fisico italiano.

## Biografia
Gian Carlo Ghirardi si è laureato in Fisica presso la Statale di Milano nel 1959.
È stato professore emerito presso l'Università degli Studi di Trieste
.
Nel 1985, insieme ai fisici italiani Alberto Rimini e Tullio Weber, propose la teoria Ghirardi-Rimini-Weber.

## Riconoscimenti
È stato nominato membro titolare dell'Accademia Internazionale di Filosofia delle Scienze.
Ha firmato oltre 230 pubblicazioni scientifiche su riviste internazionali ed ha insegnato negli Stati Uniti d'America ed in Sud America. È uno dei soci fondatori ed è stato presidente della Società Italiana di Fondamenti di Fisica. Fu presidente Del Consorzio per la Fisica di Trieste e membro dell'Academic Board del Centro internazionale di fisica teorica Abdus Salam, di Trieste.
Nel 1981, ben 18 mesi prima della pubblicazione dei lavori di Wootters e Zurek e Dieks sul "No-cloning theorem" (Teorema di no-cloning quantistico), uno dei pilastri della Computazione Quantistica, Ghirardi, in un suo report quale referee per Foundations of Physics di un lavoro di N. Herbert, dimostrò indipendentemente il teorema in questione, comunque dopo l'originale derivazione di Park nel 1970.  La derivazione di Ghirardi, non resa nota per lungo tempo, è testimoniata da una lettera ufficiale di A. van der Merwe che riporta alcune frasi dal rapporto di Ghirardi, ed è diventata di dominio pubblico anche grazie a lavori di F. De Martini e A. Peres.
Nel 2007, l'Institue of Physics, attraverso la sua rivista Journal of Physics A: Mathematical and Theoretical (una rivista di cui Ghirardi è stato per anni l'editor del settore Quantum Mechanics and Quantum Information Theory), ha voluto onorarlo pubblicando un fascicolo di più di 1000 pagine che ha raccolto i contributi degli scienziati che avevano partecipato, nel 2005, alle celebrazioni in suo onore. Tra gli autori che hanno contribuito a onorare Ghirardi coi loro scritti vanno menzionati: A. Leggett, R. Penrose, S. Weinberg, S. Adler, B. D'Espagnat, S. Goldstein, J. Frohlich, G. Jona Lasinio, L. Hardy, J.B. Hartle, T.W.E. Maudlin, D.Z. Albert e T. Regge.

## Opere
Un'occhiata alle carte di Dio, 1997, Il Saggiatore